# Großer Schlichtenberg
Als Großer Schlichtenberg werden die Reste einer Wallburg beim Gut Futterkamp in der Gemeinde Blekendorf (Kreis Plön) in Schleswig-Holstein bezeichnet.
Die Niederungsburg ist oval mit einer Länge von etwa 90 m und einer Breite von 65 m – wobei der Innenraum der Burg eine Länge von 55 m und eine Breite von rund 35 m aufweist – und wurde auf der natürlichen Erhebung eines Moränenrückens in der Niederung der Mühlenau angelegt.
Die Burg war von einem umlaufenden Wall sowie von Wällen und Gräben in dem umgebenden Gelände geschützt. Der Zugang befand sich im Süden. Der Wall der Burg weist eine Höhe von etwa vier Meter auf, während sich die übrigen Gräben und Wälle nur noch im Gelände abzeichnen.
Die Wallanlage wurde 1976 unter Leitung von Ingolf Ericsson archäologisch untersucht. Die Befunde zeigten, dass die Burg im 11. Jahrhundert angelegt wurde – zunächst mit einer schwachen Befestigung. Später wurde die Burg stärker befestigt und bis in das 15. Jahrhundert genutzt. Die Gebäude waren, wie bei den meisten Turmhügelburgen (Motte) in Schleswig-Holstein, aus Holz. Das ergrabene Hallenhaus diente bei der Rekonstruktion der Turmhügelburg Lütjenburg als Vorbild für das dortige Wirtschaftsgebäude, ebenso der Brunnen.
Die Reste der Burg befinden sich in einem Wiesengelände, sind zugänglich und stehen als Bodendenkmal unter Schutz. Etwa 200 Meter nordwestlich liegt der Kleine Schlichtenberg.

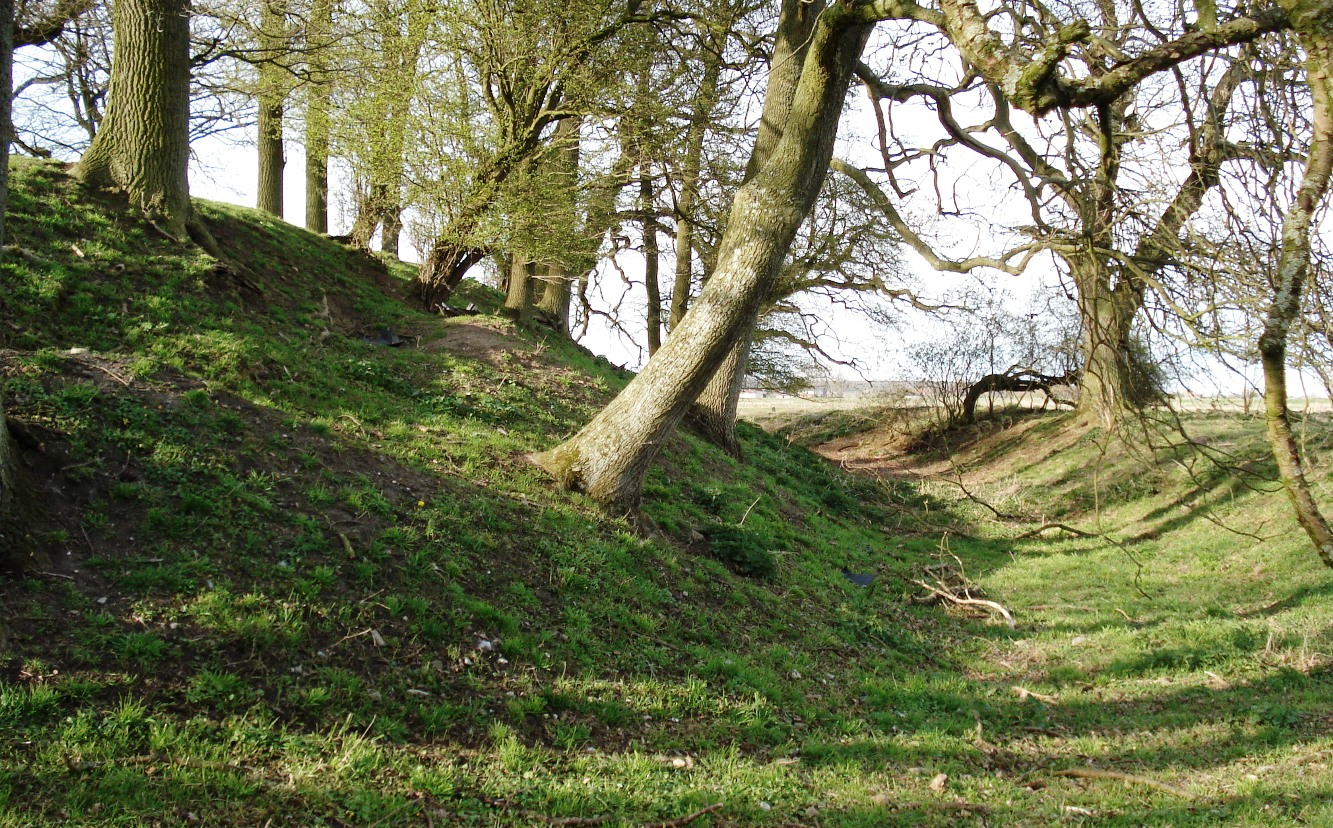
Ostwall des Großen Schlichtenberg
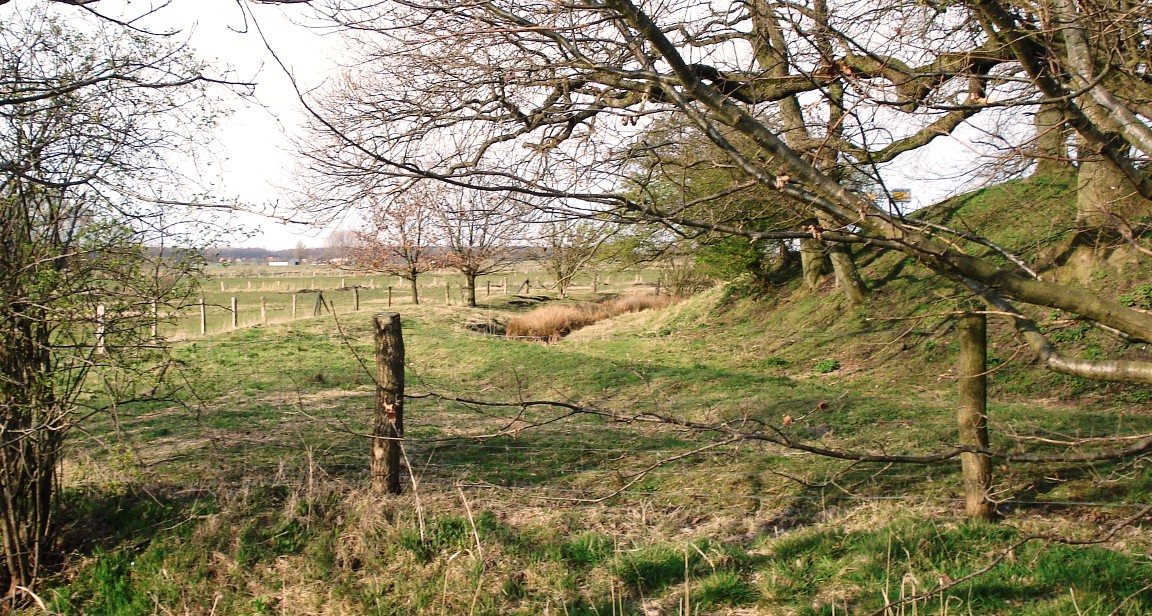
Westwall des Großen Schlichtenberg
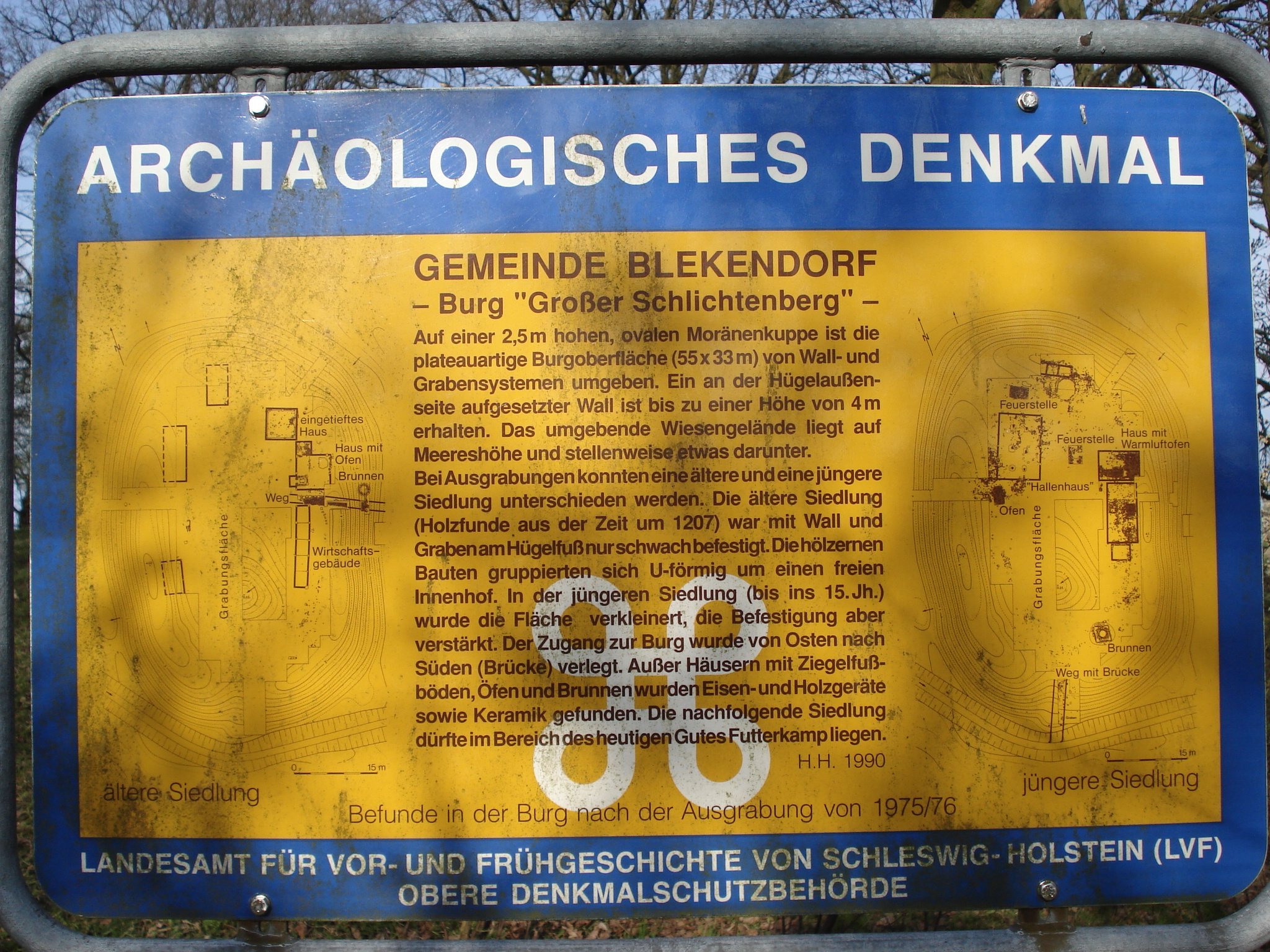
Informationstafel am Großen Schlichtenberg